# Manga Entertainment
Manga Entertainment — являлась производителем, лицензиатом и дистрибьютором аниме в Соединенных Штатах и Соединенном Королевстве. Первоначально основанный в Великобритании в 1987 году, британский филиал стал Funimation UK and Ireland в 2021 году, также в настоящее время известный как Crunchyroll Ltd. с 2022 года, в то время как его филиал в США был поглощен Starz Inc. (ныне принадлежит Lionsgate).
Несмотря на свое название, основным бизнесом компании было распространение аниме, а не манги, хотя они опубликовали несколько манг (таких как Crying Freeman) под названием Manga Books imprint.

## История
Manga Entertainment (ранее Island World Communications) была основана в Лондоне в 1991 году Крисом Блэкуэллом и Лоуренсом Гиннессом как дочерняя компания Island World Group компании Island Records. IWC присвоила номер компании Golden Square Music, но не имела никакого отношения ни к IWC, ни к Манге. Manga Entertainment расширилась в Северной Америке в 1993 году с покупкой L.A. Hero, образовав Manga U.S., в то время как Manga UK вышла на австралийский рынок в конце 1993 года и начала выпускать названия в январе 1994 года совместно с австралийским подразделением материнской компании Island, PolyGram и местный независимый дистрибьютор Siren Entertainment.
13 мая 2004 года IDT Entertainment объявила, что они приобретут Manga U.S., став дочерней компанией IDT Entertainment. В 2005 году Manga UK и Manga U.S. начали работать независимо друг от друга, но по-прежнему остаются в одной собственности. Затем Liberty Media купит IDT Entertainment в 2006 году и будет переименована в Starz Media.
В 2011 году Manga U.S. прекратила лицензирование новых продуктов после выхода Redline и была поглощена Starz Media. 8 августа 2012 года Liberty Media объявила, что выделит Starz Media в отдельную публично торгуемую компанию. 15 января 2013 года было завершено выделение Starz Inc., в которое вошли все дочерние компании.

### 2015 — настоящее время
26 февраля 2015 года британский филиал был приобретен у Starz Media вместе со своей материнской компанией Anchor Bay UK управляющим директором Колином Ломаксом. Anchor Bay UK была переименована в Platform Entertainment и получила эксклюзивные права на брендинг и каталог Manga Entertainment в Великобритании и Ирландии.
В июне 2016 года Lionsgate объявила о приобретении Starz Inc., которое в конечном итоге будет завершено в декабре 2016 года, разместив Manga U.S. под управлением Lionsgate Home Entertainment. В том же месяце Kaleidoscope Film Distribution объявила о покупке Platform Entertainment и подтвердила, что они отделят Manga UK, чтобы управлять ею отдельно.
В 2017 году Lionsgate Home Entertainment перезапустила веб-сайт Manga U.S., а также страницы в Facebook и Twitter и подтвердила повторный запуск в ближайшем будущем. В настоящее время Lionsgate лицензирует бренд Manga Entertainment в британском филиале. По состоянию на январь 2023 года перезапуск ещё не состоялся, поскольку некоторые названия манги, такие как Ghost in the Shell, были переизданы под главным баннером Lionsgate.